# Hekuli
Hekuli (nep. हेकुली) – gaun wikas samiti w zachodniej części Nepalu w strefie Rapti w dystrykcie Dang Deokhuri. Według nepalskiego spisu powszechnego z 2001 roku liczył on 1407 gospodarstw domowych i 9116 mieszkańców (4643 kobiet i 4473 mężczyzn).